# Tanaidacea
Tanaidacea, también conocidos como tanaidos, es un order cosmopolita de crústaceos que constituye un grupo menor dentro de la clase Malacostraca. Este orden cuenta con unas 940 especies.

## Descripción
Los tanaidos son criaturas pequeñas, similares a los camarones, que miden entre 0,5 a 120 milímetros (0 a 4,7 plg) en tamaño adulto, y la mayoría de las especies miden de 2 a 5 milímetros (0,1 a 0,2 plg). Su caparazón cubre los dos primeros segmentos del tórax. Presenta tres pares de extremidades en el tórax: un par pequeño de maxilípedos, un par de gnatópodos grandes con garras y un par de pereiópodos adaptados para excavar en el lodo.  seis segmentos torácicos restantes presentan un par de pereiópodos cada uno,  y cada uno de los cinco primeros segmentos abdominales normalmente lleva pleópodos. El último segmento está fusionado con el telson y lleva un par de urópodos.
Las branquias se encuentran en la superficie interna del caparazón. Las extremidades torácicas transportan agua hacia la boca, filtrando pequeñas partículas de alimento con las piezas bucales o maxilípedos. Algunas especies cazan activamente presas, ya sea como única fuente de alimento o en combinación con la alimentación por filtración.

## Hábitat
La mayoría son marinos, pero algunos también se encuentran en agua dulce . Viven enterrados en sedimentos del fondo, a veces en tubos construidos por ellos mismos.

## Ciclo vital
Los tanaidos no pasan por una verdadera etapa planctónica. El período inicial de desarrollo transcurre mientras las crías se encuentran dentro del marsupio de la madre. Posteriormente, las postlarvas, llamadas mancas, emergen como formas epibentónicas. Algunas especies son hermafroditas.

## Taxonomía
Los representantes más antiguos del grupo se conocen desde el Carbonífero, y las formas modernas surgen durante el Mesozoico.
El orden Tanaidacea se divide en los siguientes subórdenes, superfamilias y familias:
- Familia Apseudellidae Gutu, 1972
- Familia  Apseudidae Leach, 1814
- Familia  Eucryptocaridae Heard et al. 2020
- Familia  Gigantapseudidae Kudinova-Pasternak, 1978
- Familia  Jurapseudidae † Schram, Sieg & Malzahn, 1986
- Familia  Kalliapseudidae Lang, 1956
- Familia  Metapseudidae Lang, 1970
- Familia  Numbakullidae Gutu & Heard, 2002
- Familia  Ophthalmapseudidae Heard et al. 2020
- Familia  Pagurapseudidae Lang, 1970
- Familia  Pagurapseudopsididae Gutu, 2006
- Familia  Parapseudidae Gutu, 1981
- Familia  Protoapseudoidae Heard et al. 2020
- Familia  Sphaeromapseudidae Larsen, 2012
- Familia  Sphyrapodidae Gutu, 1980
- Familia  Tanzanapseudidae Bacescu, 1975
- Familia  Whiteleggiidae Gutu, 1972
- Género Palaeotanais † Reiff, 1936

- Superfamilia Cretitanaoidea † Schram, Sieg, Malzahn, 1983
  - Familia Cretitanaidae † Schram, Sieg & Malzahn, 1986

- Suborden Tanaidomorpha
  - Superfamilia Neotanaoidea Sieg, 1980
    - Familia  Neotanaidae Lang, 1956

  - Superfamilia Paratanaoidea Lang, 1949
    - Familia  Agathotanaidae Lang, 1971
    - Familia  Akanthophoreidae Sieg, 1986
    - Familia  Alavatanaidae † Vonk & Schram, 2007
    - Familia  Anarthruridae Lang, 1971
    - Familia  Colletteidae Larsen & Wilson, 2002
    - Familia  Cryptocopidae Sieg, 1977
    - Familia  Heterotanoididae Bird, 2012
    - Familia  Leptocheliidae Lang, 1973
    - Familia  Leptognathiidae Sieg, 1976
    - Familia  Mirandotanaidae Blazewicz-Paszkowycz & Bamber, 2009
    - Familia  Nototanaidae Sieg, 1976
    - Familia  Paratanaidae Lang, 1949
    - Familia  Pseudotanaidae Sieg, 1976
    - Familia  Pseudozeuxidae Sieg, 1982
    - Familia  Tanaellidae Larsen & Wilson, 2002
    - Familia  Tanaissuidae Bird & Larsen, 2009
    - Familia  Tanaopsidae Błażewicz-Paszkowycz & Bamber, 2012
    - Familia  Teleotanaidae Bamber, 2008
    - Familia  Typhlotanaidae Sieg, 1984

  - Superfamilia Tanaidoidea Nobili, 1906
    - Familia Tanaididae Nobili, 1906